# 叶夫帕托里亚区
叶夫帕托里亚区（烏克蘭語：Євпаторійський район）是乌克兰在克里米亚自治共和国成立的区份，行政中心为叶夫帕托里亚。
此区成立于2023年9月7日，其区域包括叶夫帕托里亚市拉达、萨基市拉达、原薩基區和原黑海村區管辖的区域。但由于乌克兰并未实际控制克里米亚，故事实上此区并未真正运作。

## 聚居地及下属拉达
该区境内共有118个聚居地：两个城市、5个市级镇、109个村庄和2个乡村居民点。在行政管理上该区有40个拉达（或称议会）：两个市拉达、5个镇拉达和33个村达拉。